# Kathleen Ann Goonan
Kathleen Ann Goonan (Cincinnati, 14 de mayo de 1952 - 28 de enero de 2021) fue una escritora de ciencia ficción estadounidense. Su primera novela, Queen City Jazz, fue incluida como libro destacado del año en The New York Times Book Review y En tiempos de guerra (In War Times) fue elegida por la American Library Association como la mejor novela de ciencia ficción en su lista de lecturas de 2008. En julio de 2008 En tiempos de guerra ganó el premio John W. Campbell Memorial a la mejor novela de ciencia ficción. Algunos de sus libros han sido nominados para los premios Nébula.

## Biografía
Nació en Cincinnati, Ohio (escenario de su primera novela) el 14 de mayo de 1952 y a los ocho años se mudó a Hawái (escenario de su segunda novela), donde su padre estuvo trabajando para la Marina durante dos años. Vivía una temporada en las montañas Humeantes en Tennessee y otra en los Cayos de la Florida con su marido, Joseph Mansy, con quien se casó en 1977.
Era licenciada en Literatura Inglesa y Filosofía por el Instituto Politécnico y Universidad Estatal de Virginia y, tras su graduación, obtuvo una certificación de enseñanza de la Association Montessori Internationale del Instituto Montessori de Washington, D. C., y luego abrió una escuela Montessori en Knoxville. Después de trasladarse de nuevo a Hawái, donde le habían ofrecido un trabajo a su marido, en 1988 se convirtió en escritora a tiempo completo. Fue profesora de Práctica de Escritura Creativa y Ciencia Ficción en el Instituto de Tecnología de Georgia.
Se la conoce sobre todo por sus novelas que ofrecen instantáneas tomadas en diferentes momentos de un mundo en el que las nano y biotecnologías («bionan») producen profundos cambios en los seres humanos y su hábitat. Abordaba temas de cambio cultural y social y de catástrofes. Era una gran amante del jazz y de la música en general, y anima sus relatos con referencias a (y reencarnaciones de) personas como Duke Ellington, Charlie Parker o Sun Ra.

## Obras de ficción

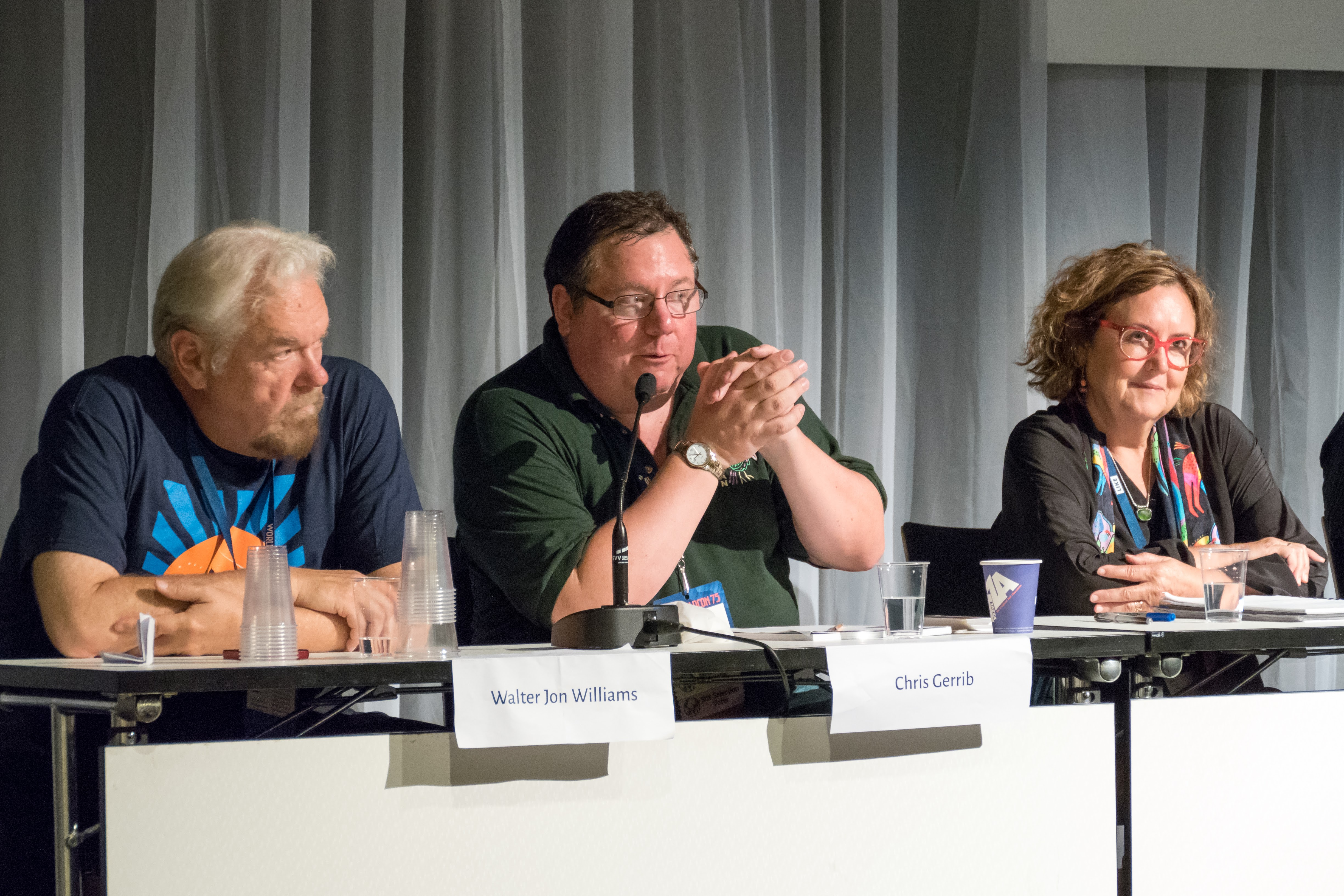
Gooman, junto a Walter Jon Williams y Chris Gerrib, en la 75.ª Convención mundial de ciencia ficción celebrada en Helsinki en 2017.

Su primera novela, Queen City Jazz, se publicó en 1994 con gran éxito de crítica, incluido el escritor de ciencia ficción ciberpunk William Gibson, quien describió la novela como «una visión inolvidable de América transfigurada por una nueva y completamente apocalíptica tecnología». Fue incluida como libro destacado del año 1994 en The New York Times Book Review y finalista del premio BSFA a la mejor novela de 1998. Se convirtió en el primer libro de lo que más tarde llamaría su «Nanotech Quartet» (Cuarteto Nanotecnológico). Debido a los elogios de Gibson, su trabajo se ha asociado en ocasiones con el ciberpunk. Sin embargo, en sus novelas trata poco sobre ordenadores, y sus personajes, como Verity, la protagonista de Queen City Jazz, son positivos y a veces heroicos, mientras que el ciberpunk se ocupa sobre todo de los antihéroes, lo que ha llevado a algunos críticos de ciencia ficción a hablar de un nuevo subgénero, el «nanopunk».
Aunque su segunda novela, The Bones of Time (1996) incluía algunos elementos de nanotecnología, no forma parte del Cuarteto y no se basaba en estas ideas. En lugar de ello, mezcla la mitología hawaiana con una persecución tipo thriller de espías por Asia centrada en la clonación de uno de los gobernantes nativos de Hawái. Esta novela fue finalista del premio Arthur C. Clarke 2000.
Mississippi Blues (1997) es una secuela directa de Queen City Jazz con nuevas aventuras de su personaje principal, Verity, a lo largo de un río Misisipi transformado radicalmente por el mal funcionamiento de la nanotecnología. Es un homenaje al gran autor estadounidense Mark Twain que aparece en el libro como dos personajes distintos que han sido programados con nanotecnología para que crean que son él. Esta novela ganó el Hall of Fame Darrel Award junto con su relato corto «The Bride of Elvis» por su contribución a la ficción especulativa ambientada en el centro-sur de Estados Unidos.
Crescent City Rhapsody se publicó en el año 2000 como precuela para explicar cómo surgió el mundo de Queen City Jazz cuando el gobierno de EE. UU. conspiró para introducir la nanotecnología sin haber comprobado antes sus posibles efectos secundarios. Fue finalista del premio Nébula y fue elogiada por sus colegas escritores, incluidos autores del género como Joe Haldeman, Greg Bear, Gregory Benford y Stephen R. Donaldson. Gran parte de la novela tiene lugar en Nueva Orleans y es particularmente inquietante leerla hoy en día, ya que el libro termina con la ruptura de los diques y la inundación de la ciudad, escrita cinco años antes de la llegada del huracán Katrina. 
Light Music (2002) concluye el Nanotech Quartet. Esta novela aborda la evolución posterior de la humanidad bajo la influencia de «bionan» y la relaciona con una presencia alienígena aparentemente responsable de «El Silencio», el gran silencio radiofónico de Crescent City Rhapsody que allanó el camino para la adopción de la nanotecnología. La novela recibió una excelente crítica en Booklist, una publicación de la American Library Association, y también fue reseñada en el New York Times. Una vez más otros autores de ciencia ficción salientaron su trabajo, como  Kim Stanley Robinson, David Brin y, de nuevo, William Gibson.
En tiempos de guerra (In War Times, 2007) se desarrolla en la Segunda Guerra Mundial. Representa un gran cambio con respecto a sus novelas de nanotecnología, mezclando elementos de ficción histórica con el subgénero de la ciencia ficción conocido como ucronía. Aunque no hay ninguna mención a la nanotecnología, trata de otras tecnologías tanto reales como teóricas a lo largo de la novela. Se centra en las tecnologías secretas utilizadas durante la guerra y extrapola lo que podría haber sucedido si algunas de ellas hubieran superado la tecnología atómica y creado una paz duradera en lugar de una Guerra Fría. Sin utilizar específicamente el término, Goonan considera claramente el concepto del multiverso postulado por primera vez por el filósofo y psicólogo estadounidense William James en 1895 y actualmente una teoría formal en el campo de la física. Esta novela fue elegida por la American Library Association como la mejor novela de ciencia ficción en su lista de lecturas de 2008 y ganó el premio John W. Campbell Memorial a la mejor novela de ciencia ficción.
Su novela corta «Creatures with Wings» apareció en la antología de 2010 Engineering Infinity, editada por Jonathan Strahan. Su novela corta «Wilder Still, the Stars» fue publicada en otra antología de Straham, Reach for Infinity, en 2014.
This Shared Dream (2011), continúa la historia de En tiempos de guerra. Los personajes protagonistas de En tiempos de guerra aparecen en esta novela intentando frustrar las maquinaciones de un enemigo invisible empeñado en utilizar el Dispositivo Hadntz para alterar la historia para sus fines. Recibió una crítica elogiosa del crítico del Washington Post Michael Dirda.